# Копрологија
Копрологија је у медицини и биологији наука која се бави изучавањем измета. У психологији, копрологија се односи на опсесију изметом и другим телесним излучевинама. ту спада и копрофилија, тј. парафилија везана за сексуално задовољство проузроковано изметом и другим излучевинама.